# 메디슨볼

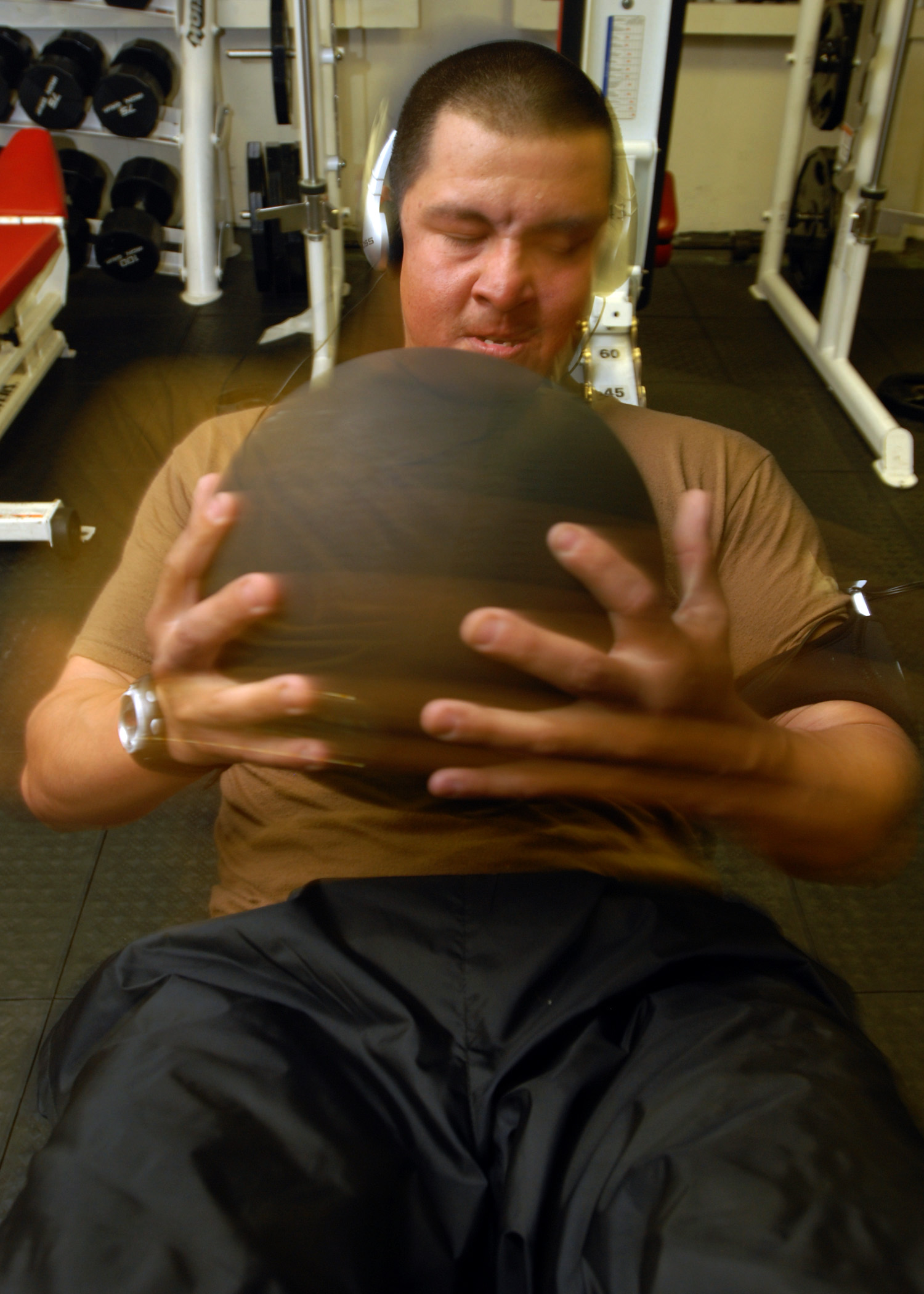
메디슨볼 사용 모습

메디슨볼(영어: medicine ball)은 근력 트레이닝 등의 운동 및 물리치료에서 사용되는 공이다.
이것은 직경이 대략 어깨 너비(약 350mm(13.7인치))인 무게가 있는 공으로 재활 및 근력 훈련에 자주 사용된다. 메디슨볼은 근력과 신경근 협응력을 향상시키는 스포츠 의학 분야에서도 중요한 역할을 한다. 이는 훨씬 더 가볍고 더 큰(최대 직경 910mm(36인치)) 팽창된 운동공과 다르다.
메디슨볼은 일반적으로 1~11kg(2~25lb)의 볼로 판매되며 모든 스포츠(예: 야구 등)의 운동선수의 폭발력을 높이기 위한 탄도 훈련에 효과적으로 사용된다. (예: 메디슨볼을 던지거나 들고 있는 동안 점프하는 행위) 일부 메디슨볼은 직경이 최대 360mm(14인치)이고 무게가 최대 6kg(14파운드)이거나 무게가 있는 농구공 형태이다.

## 같이 보기
- 아령
- 케틀벨